# Bielersee-Schifffahrts-Gesellschaft

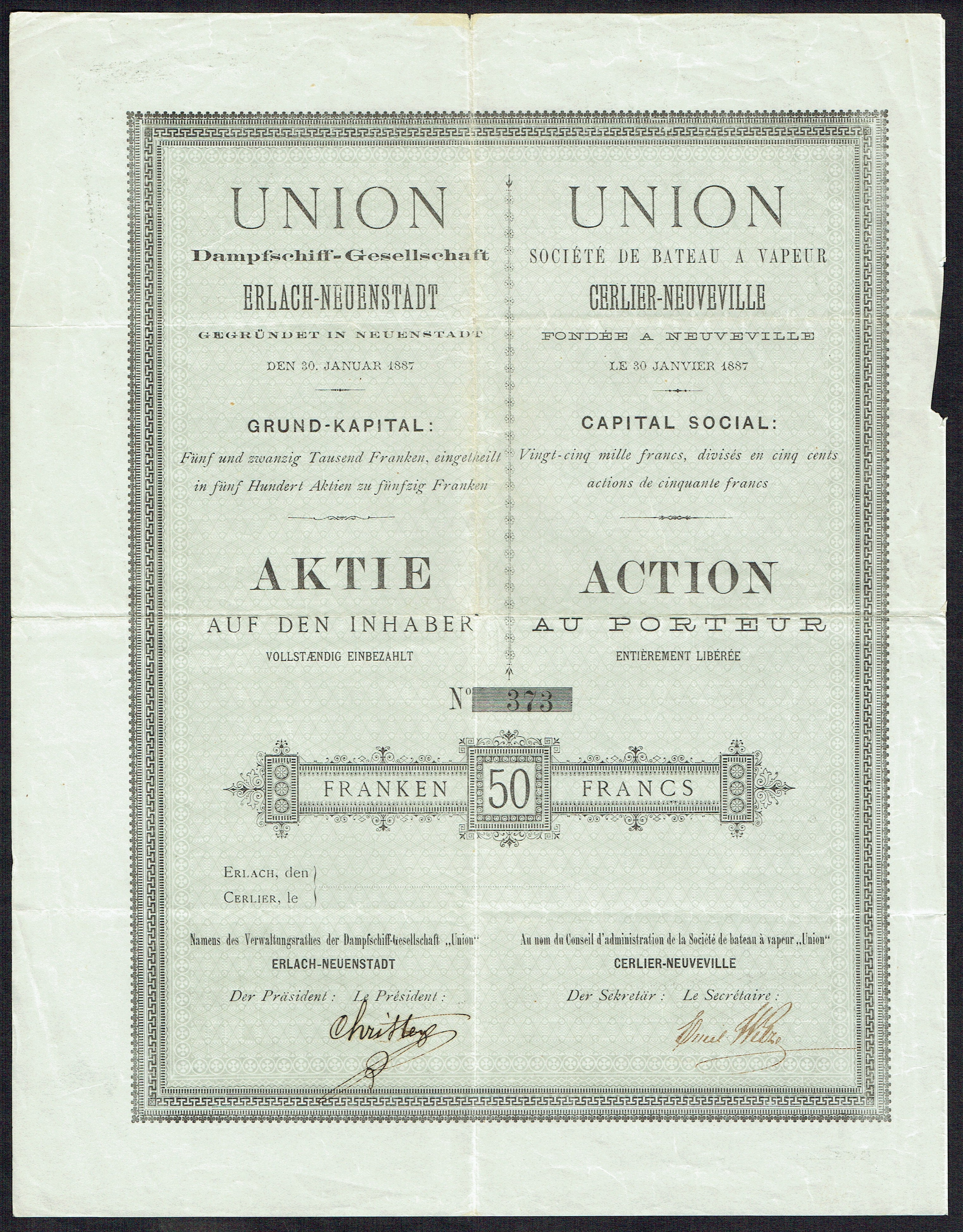
Gründeraktie der Union Dampfschiff-Gesellschaft von 1887

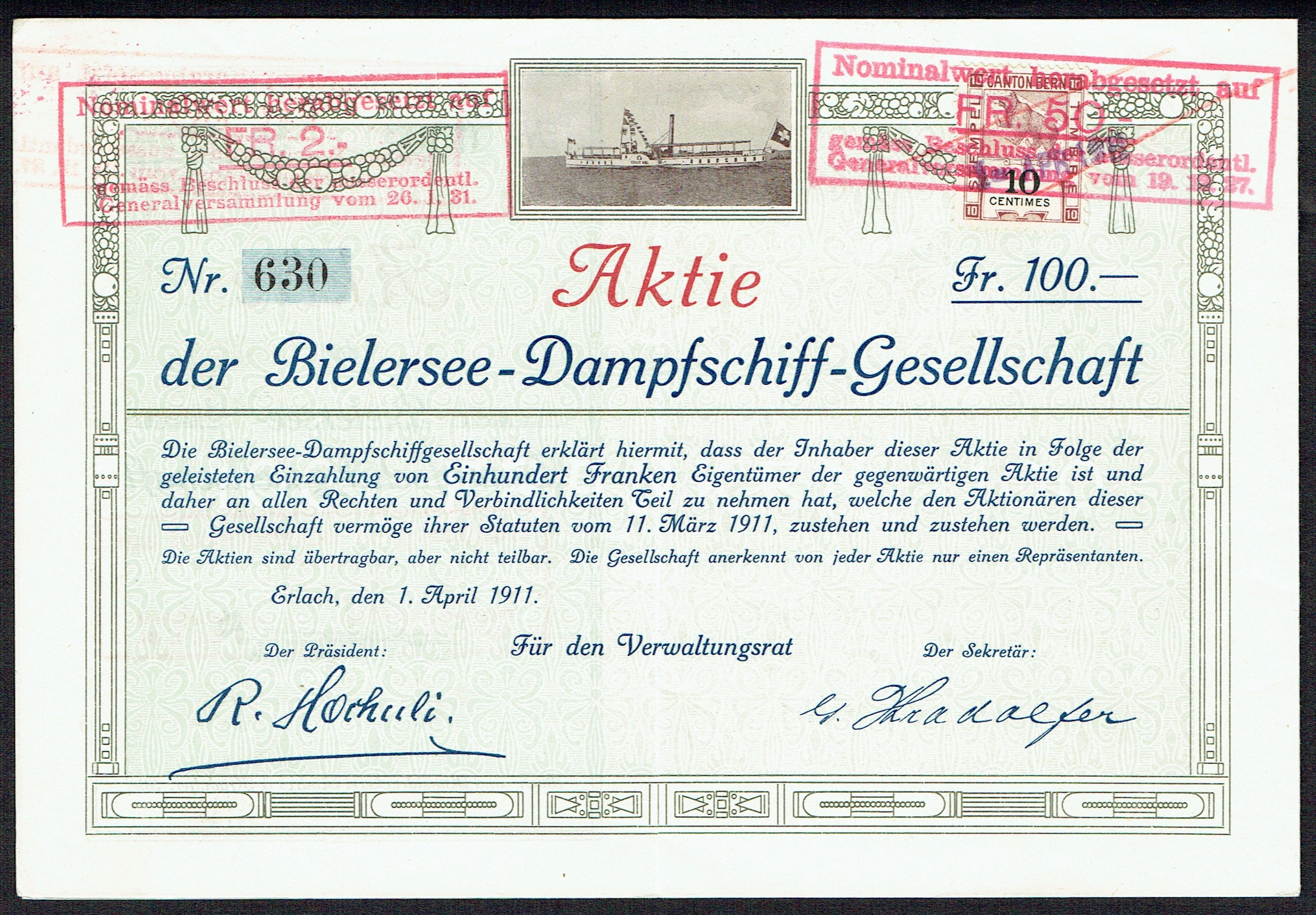
Aktie der Bielersee-Dampfschiff-Gesellschaft vom 1. April 1911 mit photografischer Abbildung des Seitenraddampfers 'Stadt Biel'

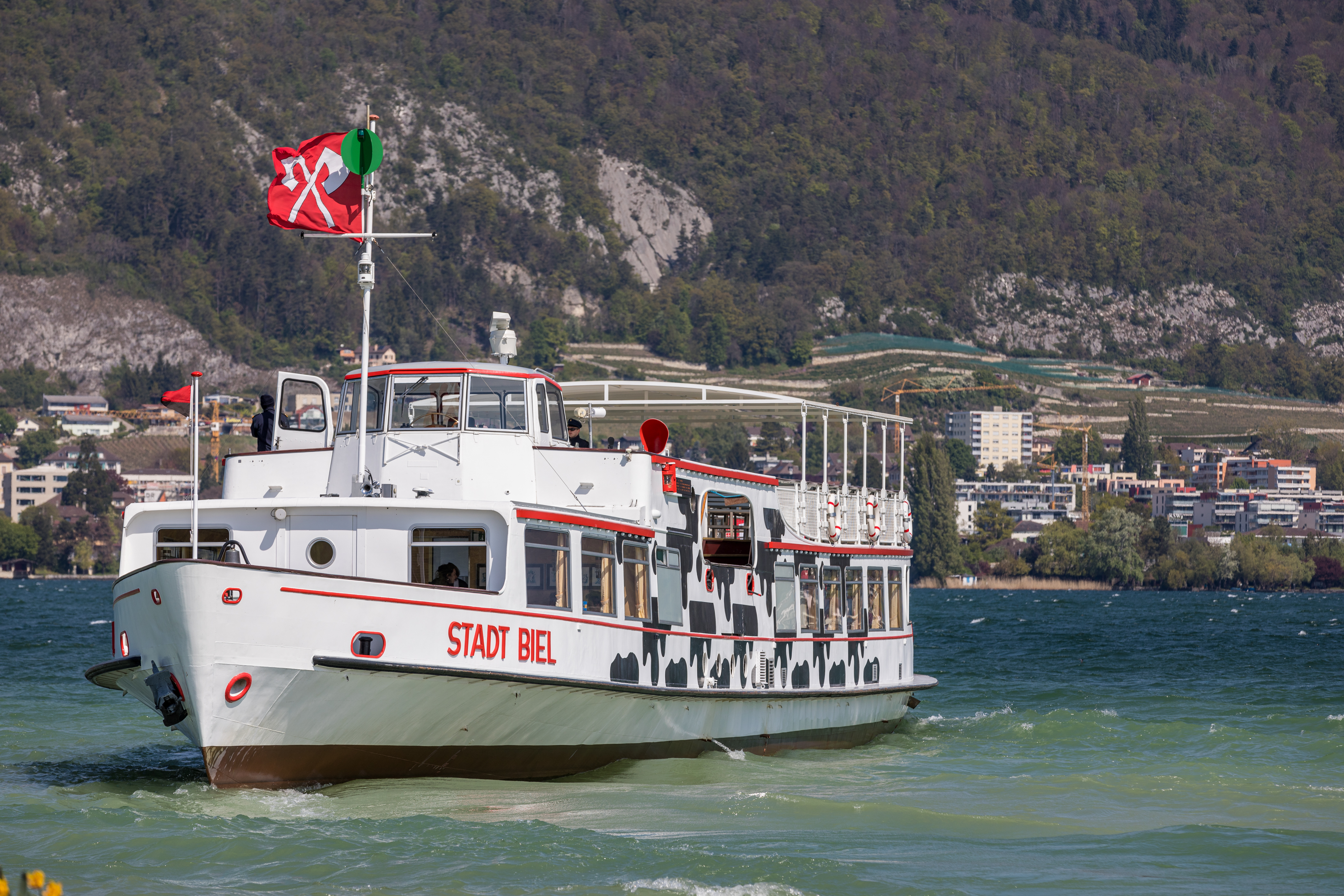
MS «Stadt Biel» erreicht Erlach

Die Bielersee-Schifffahrts-Gesellschaft (BSG) ist ein öffentliches konzessioniertes Verkehrsunternehmen, das die fahrplanmässige Schifffahrt auf dem Bielersee und auf der Aare zwischen Biel und Solothurn betreibt. In Zusammenarbeit mit der Schifffahrtsgesellschaft auf dem Neuenburger- und Murtensee (LNM) führt sie ausserdem Drei-Seen-Rundfahrten (Bieler-, Neuenburger- und Murtsensee) durch.

## Geschichte
Nachdem bereits früher Dampfschiffe von Vorgängerfirmen auf dem Bielersee und der Aare verkehrten, entstand im Jahr 1887 in Erlach BE die Dampfschiff-Gesellschaft Union. 1911 kam es zu einer Kapitalerhöhung und der Firmenname wurde geändert in Bielersee-Dampfschiff-Gesellschaft. 1930 verlegte die Gesellschaft ihren Sitz nach Biel. Seit 1966 firmiert sie als Bielersee-Schifffahrts-Gesellschaft. Im selben Jahr übernahm sie von einem privaten Betreiber das Motorschiff «Romandie», das seit 1952 zwischen Solothurn und Nidau verkehrt hatte, und integrierte diese Strecke in ihren Fahrplan. Seither betreibt die Bielersee-Schifffahrts-Gesellschaft auch die Kursschifffahrt auf der Aare zwischen Biel und Solothurn.

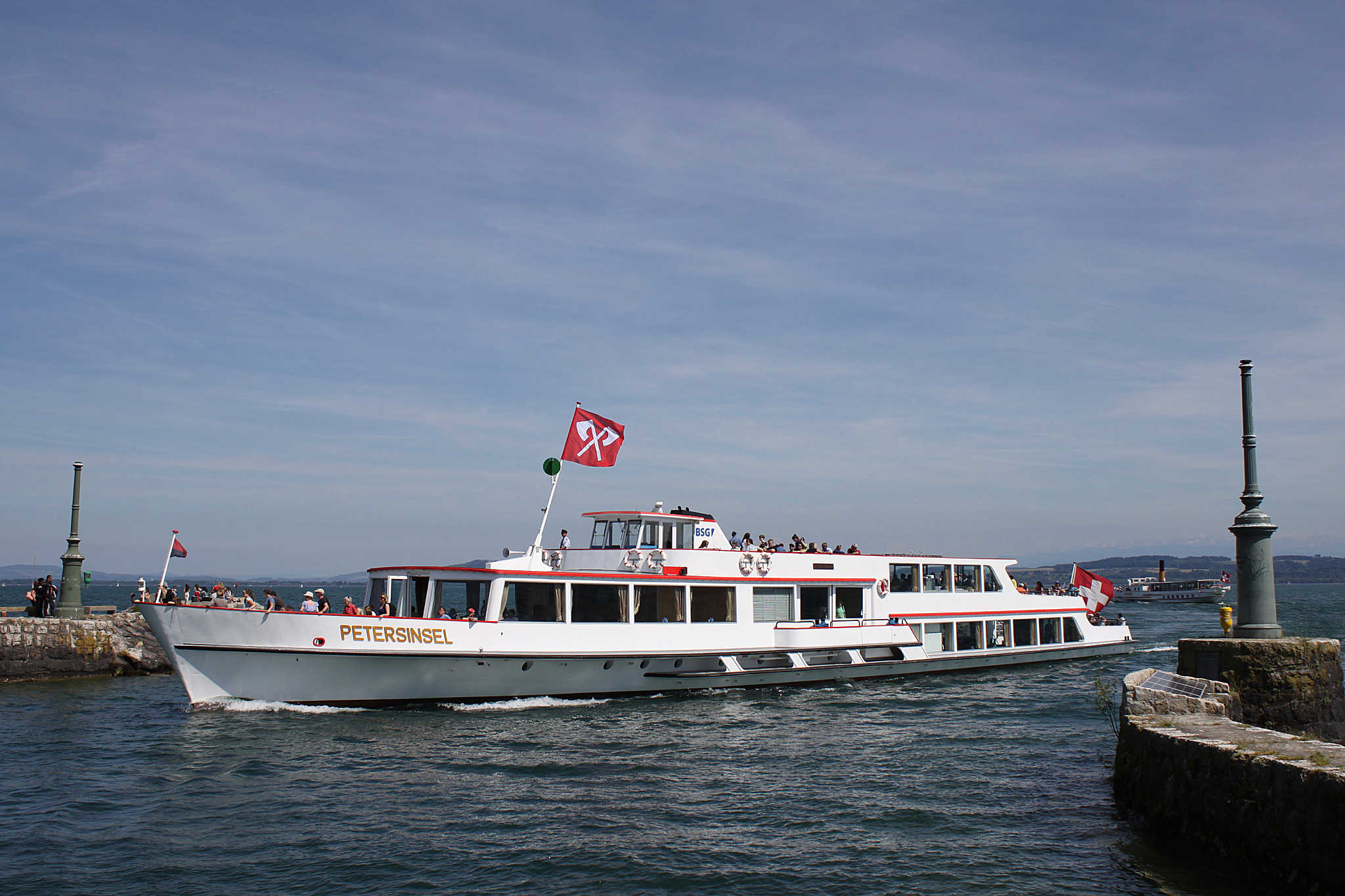
MS «Petersinsel» im Hafen von Neuenburg

1887 nahm die Schifffahrtsgesellschaft den Verkehr zwischen Erlach und La Neuveville mit dem neuen Dampfschiff «Union» auf. Ab 1888 setzte sie zudem den Seitenraddampfer «Stadt Biel» auf dem Bielersee ein, der vorher unter dem Namen «Cygne» auf dem Genfersee gefahren war. Dieses Schiff wurde 1934 aus dem Verkehr genommen und später durch ein Motorschiff mit dem gleichen Namen ersetzt. Von 1912 bis 1964 setzte die Bielersee-Dampfschiff-Gesellschaft ausserdem den von Escher Wyss gebauten Raddampfer «Berna» ein, der dann ebenfalls durch ein Motorschiff mit dem gleichen Namen abgelöst wurde. 1976 wurde mit dem Motorschiff «Petersinsel» das bis heute grösste Passagierschiff auf den drei Juraseen in Dienst gestellt.
Im Jahre 2000 änderte die Gesellschaft ihren Namen in Bielersee-Schifffahrts-Gesellschaft AG.
Der Solarkatamaran «MobiCat» wurde im Jahr 2001 in Betrieb genommen. Bei seiner Indienststellung war er das grösste von Solarenergie angetriebene Passagierschiff der Welt.
2021 wurde die Bielersee-Schifffahrts-Gesellschaft, infolge der Ertragsausfälle wegen der Covid-19-Pandemie, mit rund 626'000 Franken Bundes- und Kantonsgeldern unterstützt.

## Betrieb
Auf dem Bielersee bedienen die Kursschiffe von Biel aus die Landestellen von Tüscherz, Engelberg, Twann, Ligerz, St. Petersinsel, La Neuveville und Erlach BE. Die Zwei-Seen-Fahrten führen vom Bielersee zusätzlich in den Neuenburgersee und wieder zurück. Die Drei-Seen-Fahrten führen von Biel durch den Zihlkanal in den Neuenburgersee sowie durch den Broyekanal in den Murtensee bis nach Murten und wieder zurück.
Die Aarekurse haben Anlegestellen in Nidau, Port BE, Brügg, Büren an der Aare, Grenchen, Altreu und Solothurn. Beim Regulierwehr Port passieren die Schiffe eine Schiffsschleuse, mit der – je nach Wasserstand – ein Höhenunterschied von bis zu drei Metern überwunden wird. Das grösste Passagierschiff auf der Aare, die «Siesta», passt mit ihrer Breite von 10,5 Meter nur knapp in die Schleuse (Breite: 11,5 Meter).

## Flotte
Die Schiffe der Bielersee-Schifffahrts-Gesellschaft charakterisieren sich dadurch, dass sie im Vergleich zu Passagierschiffen auf anderen Schweizer Seen eher niedrig gebaut sind. Der Grund dafür liegt darin, dass die Schiffe für Fahrten in den Neuenburger- oder Murtensee im Zihl- bzw. Broyekanal (und auch auf der Aarefahrt) diverse Brücken passieren müssen, welche die mögliche Schiffshöhe begrenzen. Um die Durchfahrt unter den Brücken zu ermöglichen, können diverse Schiffe der Flotte zusätzlich Deckaufbauten wie Masten, Steuerhäuser oder Schornsteine hydraulisch absenken.
Die aktuelle Flotte umfasst acht Motorschiffe und einen Solarkatamaran:

| Name            | Typ                                 | Baujahr | Länge   | Breite  | Passagiere | Einsatzgebiet | Bild |
| --------------- | ----------------------------------- | ------- | ------- | ------- | ---------- | ------------- | ---- |
| Stadt Biel      | Motorschiff                         | 1953    | 40,85 m | 6,87 m  | 500        | See           |      |
| Chasseral       | Motorschiff                         | 1960    | 35,70 m | 7,90 m  | 300        | See           |      |
| Berna           | Motorschiff                         | 1964    | 48,24 m | 9,00 m  | 600        | See           |      |
| Stadt Solothurn | Motorschiff                         | 1973    | 40,00 m | 7,65 m  | 300        | Aare und See  |      |
| Petersinsel     | Motorschiff                         | 1976    | 53,15 m | 10,50 m | 700        | See           |      |
| Siesta          | Motorschiff (Semikatamaran)         | 1991    | 48,15 m | 10,50 m | 500        | Aare und See  |      |
| MobiCat         | Elektromotorschiff (Solarkatamaran) | 2001    | 33,00 m | 11,83 m | 150        | See           |      |
| Rousseau        | Motorschiff                         | 2012    | 48,00 m | 9,50 m  | 300        | Aare und See  |      |
| Engelberg       | Motorschiff                         | 2018    | 30,00 m | 5,30 m  | 60         | See           |      |